# Panamerikanische Spiele 2019/Boxen
Bei den Panamerikanischen Spielen 2019 in Lima fanden vom 27. Juli bis 2. August 2019 im Boxen 15 Wettbewerbe statt, davon zehn für Männer und fünf für Frauen. Austragungsort war das Miguel Grau Coliseum.
Für die Wettbewerbe hatten sich insgesamt 25 Nationen qualifiziert, in denen 120 Athleten an den Start gingen. Erfolgreichste Nation war Kuba, dessen Sportler acht Goldmedaillen und je eine Silber- und Bronzemedaille gewannen. Dahinter folgte die US-amerikanische Delegation, die zwei Gold-, drei Silber- und fünf Bronzemedaillen gewann.

## Ergebnisse

### Männer

#### Halbfliegengewicht (bis 49 kg)
| Platz | Land        | Athlet            |
| ----- | ----------- | ----------------- |
| 1     | Puerto Rico | Oscar Collazo     |
| 2     | Kolumbien   | Yuberjen Martínez |
| 3     | Nicaragua   | Kevin Arias       |
| 3     | Kuba        | Damián Arce       |

#### Fliegengewicht (bis 52 kg)
| Platz | Land                    | Athlet         |
| ----- | ----------------------- | -------------- |
| 1     | Dominikanische Republik | Rodrigo Marte  |
| 2     | Kuba                    | Yosvany Veitía |
| 3     | Puerto Rico             | Yankiel Rivera |
| 3     | Argentinien             | Ramón Quiroga  |

#### Bantamgewicht (bis 56 kg)
| Platz | Land                    | Athlet           |
| ----- | ----------------------- | ---------------- |
| 1     | Kuba                    | Osvel Caballero  |
| 2     | Vereinigte Staaten      | Duke Ragan       |
| 3     | Uruguay                 | Lucas Fernández  |
| 3     | Dominikanische Republik | Alexy de la Cruz |

#### Leichtgewicht (bis 60 kg)
| Platz | Land                    | Athlet               |
| ----- | ----------------------- | -------------------- |
| 1     | Kuba                    | Lázaro Álvarez       |
| 2     | Dominikanische Republik | Leonel de los Santos |
| 3     | Peru                    | Leodan Pezo          |
| 3     | Venezuela               | Luis Cabrera         |

#### Halbweltergewicht (bis 64 kg)
| Platz | Land                | Athlet            |
| ----- | ------------------- | ----------------- |
| 1     | Kuba                | Andy Cruz Gómez   |
| 2     | Vereinigte Staaten  | Keyshawn Davis    |
| 3     | Antigua und Barbuda | Alston Ryan       |
| 3     | Trinidad und Tobago | Michael Alexander |

#### Weltergewicht (bis 69 kg)
| Platz | Land                    | Athlet          |
| ----- | ----------------------- | --------------- |
| 1     | Kuba                    | Roniel Iglesias |
| 2     | Dominikanische Republik | Rohan Polanco   |
| 3     | Vereinigte Staaten      | Delante Johnson |
| 3     | Venezuela               | Gabriel Maestre |

#### Mittelgewicht (bis 75 kg)
| Platz | Land               | Athlet           |
| ----- | ------------------ | ---------------- |
| 1     | Kuba               | Arlen López      |
| 2     | Brasilien          | Hebert Conceição |
| 3     | Nicaragua          | Lesther Espino   |
| 3     | Vereinigte Staaten | Troy Isley       |

#### Halbschwergewicht (bis 81 kg)
| Platz | Land      | Athlet              |
| ----- | --------- | ------------------- |
| 1     | Kuba      | Julio César La Cruz |
| 2     | Brasilien | Keno Machado        |
| 3     | Venezuela | Nalek Korbaj        |
| 3     | Mexiko    | Rogelio Romero      |

#### Schwergewicht (bis 91 kg)
| Platz | Land      | Athlet           |
| ----- | --------- | ---------------- |
| 1     | Kuba      | Erislandy Savón  |
| 2     | Ecuador   | Julio Castillo   |
| 3     | Brasilien | Abner Teixeira   |
| 3     | Peru      | José María Lúcar |

#### Superschwergewicht (über 91 kg)
| Platz | Land               | Athlet           |
| ----- | ------------------ | ---------------- |
| 1     | Kuba               | Dainier Peró     |
| 2     | Kolumbien          | Cristian Salcedo |
| 3     | Jamaika            | Ricardo Brown    |
| 3     | Vereinigte Staaten | Richard Torrez   |

### Frauen

#### Fliegengewicht (bis 51 kg)
| Platz | Land                    | Athletin            |
| ----- | ----------------------- | ------------------- |
| 1     | Kolumbien               | Íngrit Valencia     |
| 2     | Vereinigte Staaten      | Virginia Fuchs      |
| 3     | Venezuela               | Irismar Cardozo     |
| 3     | Dominikanische Republik | Miguelina Hernández |

#### Federgewicht (bis 57 kg)
| Platz | Land               | Athletin        |
| ----- | ------------------ | --------------- |
| 1     | Argentinien        | Leonela Sánchez |
| 2     | Brasilien          | Jucielen Romeu  |
| 3     | Kolumbien          | Yeni Arias      |
| 3     | Vereinigte Staaten | Yarisel Ramirez |

#### Leichtgewicht (bis 60 kg)
| Platz | Land               | Athletin         |
| ----- | ------------------ | ---------------- |
| 1     | Brasilien          | Beatriz Ferreira |
| 2     | Argentinien        | Dayana Sánchez   |
| 3     | Vereinigte Staaten | Rashida Ellis    |
| 3     | Mexiko             | Esmeralda Falcón |

#### Weltergewicht (bis 69 kg)
| Platz | Land                    | Athletin        |
| ----- | ----------------------- | --------------- |
| 1     | Vereinigte Staaten      | Oshae Jones     |
| 2     | Kanada                  | Myriam Da Silva |
| 3     | Mexiko                  | Brianda Cruz    |
| 3     | Dominikanische Republik | María Moronta   |

#### Mittelgewicht (bis 75 kg)
| Platz | Land               | Athletin          |
| ----- | ------------------ | ----------------- |
| 1     | Vereinigte Staaten | Naomi Graham      |
| 2     | Kanada             | Tammara Thibeault |
| 3     | Brasilien          | Flávia Figueiredo |
| 3     | Ecuador            | Érika Pachito     |

Die ursprüngliche Goldmedaillengewinnerin Jessica Caicedo aus Kolumbien wurde aufgrund eines positiven Dopingtests nachträglich disqualifiziert.

## Medaillenspiegel
| Platz  | Land                    | Gold | Silber | Bronze | Gesamt |
| ------ | ----------------------- | ---- | ------ | ------ | ------ |
| 01     | Kuba                    | 8    | 1      | 1      | 10     |
| 02     | Vereinigte Staaten      | 2    | 3      | 5      | 10     |
| 03     | Brasilien               | 1    | 3      | 2      | 6      |
| 04     | Dominikanische Republik | 1    | 2      | 3      | 6      |
| 05     | Kolumbien               | 1    | 2      | 1      | 4      |
| 06     | Argentinien             | 1    | 1      | 1      | 3      |
| 07     | Puerto Rico             | 1    | —      | 1      | 2      |
| 08     | Kanada                  | —    | 2      | —      | 2      |
| 09     | Ecuador                 | —    | 1      | 1      | 2      |
| 10     | Venezuela               | —    | —      | 4      | 4      |
| 11     | Mexiko                  | —    | —      | 3      | 3      |
| 12     | Nicaragua               | —    | —      | 2      | 2      |
| 12     | Peru                    | —    | —      | 2      | 2      |
| 14     | Antigua und Barbuda     | —    | —      | 1      | 1      |
| 14     | Jamaika                 | —    | —      | 1      | 1      |
| 14     | Trinidad und Tobago     | —    | —      | 1      | 1      |
| 14     | Uruguay                 | —    | —      | 1      | 1      |
| Gesamt | Gesamt                  | 8    | 8      | 8      | 24     |